# 新格奥尔吉耶夫卡村委员会
新格奥尔吉耶夫卡村委员会（俄语：Новогеоргиевский сельсовет）是俄罗斯联邦阿穆尔州施马诺夫斯克区所属的一个村委员会。其下辖有3个居民点，行政中心为新格奥尔吉耶夫卡。据2016年统计，该村委员会的人口为623人。